# フェルディナント・カール・フォン・エスターライヒ＝エステ (1781-1850)

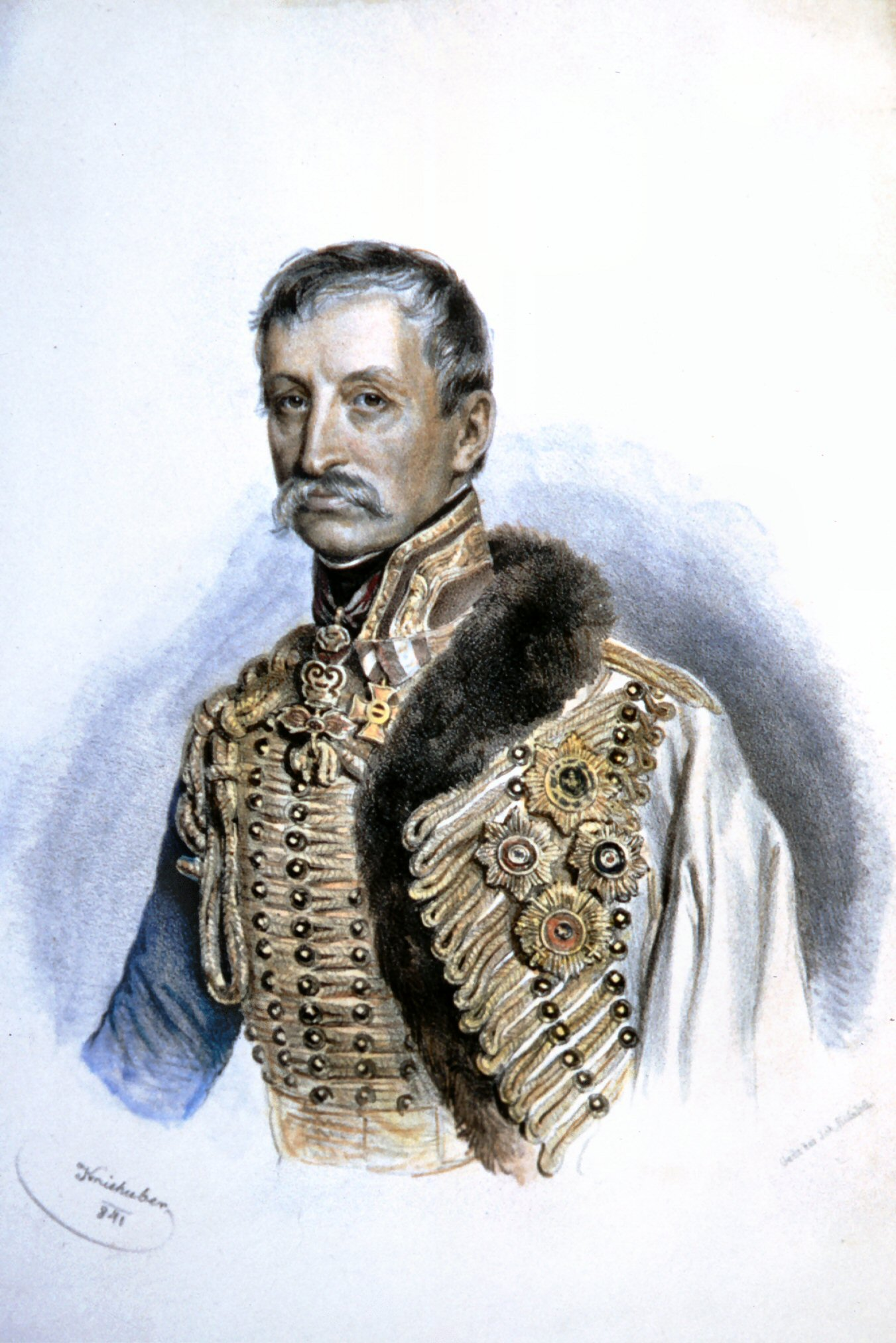
老境のフェルディナント・カール大公、1841年

フェルディナント・カール・ヨーゼフ・フォン・エスターライヒ＝エステ（Ferdinand Karl Joseph von Österreich-Este, 1781年4月25日 - 1850年11月5日）は、オーストリア帝国の陸軍元帥、ガリツィアおよびトランシルヴァニアの総督。イタリアのモデナ公国の統治者オーストリア＝エステ家の公子で、イタリア語名はフェルディナンド・カルロ・ダズブルゴ＝エステ（Ferdinando Carlo Giuseppe d'Asburgo-Este）。

## 生涯
オーストリア＝エステ大公フェルディナント・カールとその妻でエステ家の女子相続人であるマリーア・ベアトリーチェ・デステの間の三男としてミラノで生まれた。1797年にモデナ公国がフランス軍に占領されると、家族とと一緒に父の故郷オーストリアへ引き揚げた。ヴィーナー・ノイシュタットの軍事大学を卒業後、1800年にオーストリア軍に入隊した。
1805年に始まった第三次対仏大同盟戦争の際、フェルディナント・カールは自分を補佐するカール・マック・フォン・ライベリッヒ将軍とともに、オーストリア軍の総司令官を務めた。フェルディナント・カールの軍隊は1805年10月にはウルムにおいて敵軍に包囲され、マック将軍は投降したが、フェルディナント・カールは2000人の騎兵を引き連れてボヘミアに退却した。フェルディナント・カールは避難先のボヘミアでオーストリア軍を立て直した。敵軍の注意を逸らすため、フェルディナント・カールは9000人の兵力をイルガウ（現在のチェコ領イフラヴァ）に移した。この作戦により、フェルディナント・カールはバイエルン王国の将軍カール・フィリップ・フォン・ヴレーデの軍団がアウステルリッツの戦いに合流するのを防ぐことに成功した。
1809年の第五次対仏大同盟戦争でも、フェルディナント・カールは3万6000人のオーストリア軍の司令官となった。彼は4月にワルシャワ公国に侵攻し、ポーランド人たちを反ナポレオン蜂起に駆り立てようとしたが、ポーランド人はナポレオン軍の将軍であるユゼフ・ポニャトフスキ公を支持した。フェルディナント・カールはラシンの戦いで敗北したものの、ワルシャワを占領することには成功した。しかし結局6月にはワルシャワから撤退を余儀なくされ、さらにはクラクフやガリツィアも奪われる結果となった。
1815年の第七次対仏大同盟戦争（いわゆる百日天下）の際、フェルディナント・カールはオーストリア予備軍の2つの師団の指揮を任された。翌1816年、彼はハンガリー軍の司令官に任命された。
1830年からはガリツィアの総督となり、レンベルク（現在のウクライナ領リヴィウ）の総督府に移った。1835年から1837年にかけては、トランシルヴァニアの総督職も兼ねている。1846年に任地で大規模な農民蜂起（ガリツィアの虐殺）が起きるとフェルディンナント・カールは総督職を退き、主にイタリアで隠居生活を送った。生涯独身を通し、1850年にオーストリア、アルトミュンスターのエーベンツヴァイアー城で死去した。